# Al-Salih Hajji
Al-Salih Hajji, död 1412, var en egyptisk regent. Han var sultan i mamlukdynastins Egypten mellan 1381 och 1382 och 1389-1390.